# Бекташ (посёлок)
Бекташ — посёлок в Куйбышевском районе Новосибирской области. Входит в Камский сельсовет.

## География
Площадь посёлка — 25 гектаров.

## Население
| 2002 | 2007 | 2010 |
| ---- | ---- | ---- |
| 33   | →33  | ↘23  |

## Инфраструктура
В посёлке по данным на 2007 год отсутствует социальная инфраструктура.